# Municipio de Prairie (condado de Boone)
El municipio de Prairie (en inglés: Prairie Township) es un municipio ubicado en el condado de Boone en el estado estadounidense de Arkansas. En el año 2010 tenía una población de 444 habitantes y una densidad poblacional de 10,54 personas por km².

## Geografía
El municipio de Prairie se encuentra ubicado en las coordenadas 36°9′19″N 92°54′55″O / 36.15528, -92.91528. Según la Oficina del Censo de los Estados Unidos, el municipio tiene una superficie total de 42.14 km², de la cual 42,13 km² corresponden a tierra firme y (0,04 %) 0,02 km² es agua.

## Demografía
Según el censo de 2010, había 444 personas residiendo en el municipio de Prairie. La densidad de población era de 10,54 hab./km². De los 444 habitantes, el municipio de Prairie estaba compuesto por el 95,27 % blancos, el 0,23 % eran afroamericanos, el 2,03 % eran amerindios, el 0,23 % eran de otras razas y el 2,25 % eran de una mezcla de razas. Del total de la población el 0,23 % eran hispanos o latinos de cualquier raza.